# Medicosma
Medicosma es un género con 22 especies de plantas perteneciente a la familia Rutaceae. Son árboles y arbustos nativos de Australia, Nueva Guinea y Nueva Caledonia.

## Especies seleccionadas
- Medicosma articulata
- Medicosma congesta
- Medicosma cunninghamii
- Medicosma diversifolia
- Medicosma elliptica
- Medicosma emarginata
- Medicosma exigua
- Medicosma fareana